# Daisurami Bonne
Daisurami Bonne (Daisurami Bonne Rousseau; * 9. März 1988 in Guantánamo) ist eine kubanische Sprinterin, die sich auf den 400-Meter-Lauf spezialisiert hat.
2009 gewann sie Bronze bei den Zentralamerika- und Karibikmeisterschaften. Bei den Weltmeisterschaften in Berlin kam sie mit der kubanischen Mannschaft in der 4-mal-400-Meter-Staffel auf den achten Platz.
2011 scheiterte sie bei den Weltmeisterschaften in Daegu über 400 Meter und in der Staffel im Vorlauf. Bei den Panamerikanischen Spielen in Guadalajara holte sie im Einzelbewerb mit ihrer persönlichen Bestzeit von 51,69 s Silber und in der Staffel Gold.
Bei den Olympischen Spielen 2012 in London schied sie mit der kubanischen Staffel in der ersten Runde aus.